# Coelogyne tommii
Coelogyne tommii är en orkidéart som beskrevs av Barbara Gravendeel och P.O'byrne. Coelogyne tommii ingår i släktet Coelogyne, och familjen orkidéer. Inga underarter finns listade i Catalogue of Life.